# Yvonne Pereira
Yvonne do Amaral Pereira (Valença,  24 de dezembro de 1900 — Rio de Janeiro, 9 de março de 1984) foi uma costureira e médium brasileira, autora de diversos livros psicografados. A penúltima reencarnação de Yvonne foi como Leila Vilares de Guzman, uma jovem espanhola que suicidou-se no rio Tejo aos vinte e poucos anos.

## Biografia
Yvonne do Amaral Pereira foi uma das mais respeitadas médiuns brasileiras, autora de romances psicografados bastante conhecidos entre os espíritas. Dedicou-se por muitos anos à desobsessão e ao receituário mediúnico homeopático.
Filha de Manuel José Pereira Filho, um pequeno comerciante, e de Elizabeth do Amaral, foi a primeira de seis filhos do casal. A mãe já havia tido um filho de seu primeiro casamento.
Recém-nascida, com apenas 29 dias, teve um acesso de tosse que a sufocou, deixando-a em estado de catalepsia, em que se manteve por seis horas. O médico e o farmacêutico da localidade chegaram a atestar o óbito por sufocação. A família preparou o corpo da bebê para o velório, colocando-lhe um vestido branco e azul, adornando-a com uma grinalda, e encomendaram o pequeno caixão branco. Vendo que se aproximava a hora do enterro, sua mãe retirou-se para o interior da residência da família para orar. Quando voltou ao aposento e acariciou a bebê que ainda estava no berço, ela acordou chorando.
Yvonne cresceu numa família espírita. O pai enfrentou a falência comercial por três vezes. Posteriormente viria a tornar-se funcionário público, cargo que ocupou até o fim da vida, em 1935. Era comum a família abrigar pessoas necessitadas, vivências que, segundo Yvonne, marcariam sua vida para sempre.
Com quatro anos de idade, a menina já dizia ver e ouvir espíritos, os quais, segundo ela, considerava como pessoas normais. Dois dos amigos invisíveis apareciam com mais freqüência:
- Charles, a quem ela considerava seu verdadeiro pai, devido a lembranças que teria de uma encarnação anterior, em que a "entidade" teria sido seu pai.
- Roberto de Canalejas, que teria sido um médico espanhol de meados do século XIX.

As visões lhe perturbavam, e vinham junto com uma imensa saudade do que seria uma encarnação anterior, na Espanha, que, dizia, recordava com clareza. [carece de fontes?] Considerava seus atuais familiares, principalmente o pai e os irmãos, como pessoas estranhas, assim como estranhava a casa e a cidade onde morava. [carece de fontes?] Em razão desses conflitos, até os dez anos de idade passou a maior parte do tempo na casa da avó paterna.
Aos oito anos de idade, a menina viveu novo episódio de catalepsia. Certa noite, durante o sono, percebeu-se diante de uma imagem do Senhor dos Passos pedindo socorro, pois sofria muito. A imagem, então, animando-se, dirigiu-lhe as palavras: Vem comigo minha filha: será o único recurso que terás para suportar os sofrimentos que te esperam. A menina, aceitando a mão que lhe era estendida pela imagem, subiu os degraus do altar e não se lembrou de mais nada.
Nessa idade teve o primeiro contato com um livro espírita. Posteriormente, aos doze anos, ganhou de presente do pai O Evangelho segundo o Espiritismo e o Livro dos Espíritos. Aos treze anos de idade começou a freqüentar sessões práticas de Espiritismo.

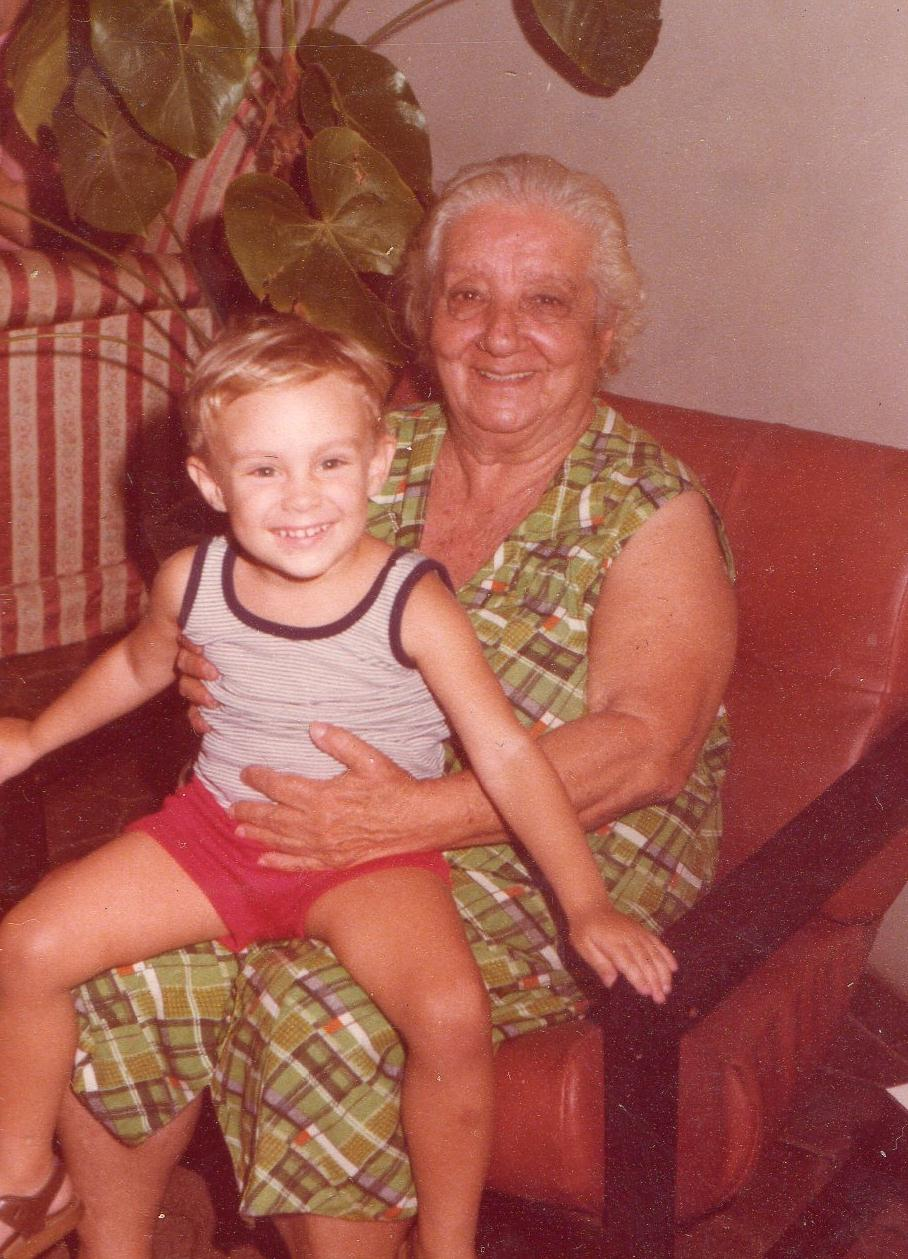
Yvonne Pereira no início da década de 1980, com criança no colo (e que disponibilizou a imagem para uso livre).

Yvonne teve como estudos apenas o antigo curso primário (atual primeiro segmento do ensino fundamental). Devido às dificuldades financeiras da família não conseguiu prosseguir nos estudos. Para auxiliar a família, e o próprio sustento, dedicou-se à costura e ao bordado, e ao artesanato de rendas e flores. Tendo cultivado desde a infância o estudo e a leitura, completou a sua formação como autodidata, pela leitura de livros e periódicos. Aos dezesseis anos já tinha lido obras clássicas de Goethe, Bernardo Guimarães, José de Alencar, Alexandre Herculano, Arthur Conan Doyle e outros.
A partir dessa idade, fase da adolescência, a mediunidade tornou-se um fenômeno comum para Yvonne, que dizia receber a maior parte dos informes de além-túmulo, crônicas e contos em desdobramento, no momento do sono. A sua faculdade apresentava-se diversificada, tendo se dedicado à psicografia e ao receituário homeopático, à psicofonia e ao passe, e até mesmo, em algumas ocasiões, aos chamados efeitos físicos de materialização. Dedicou-se à atividade de desobsessão. Atuou em casas espíritas nas cidades de Lavras (MG), Barra do Piraí (RJ), Juiz de Fora (MG), Pedro Leopoldo (MG) e Rio de Janeiro (RJ), onde residiu sucessivamente.
Um dos aspectos mais marcantes de sua atuação mediúnica foi a sua independência, que questionava com fundamento os entraves burocráticos que algumas casas espíritas impõem aos seus trabalhadores. Esperantista atuante, trabalhou na sua propaganda e difusão, através de correspondência que mantinha com outros esperantistas, tanto no Brasil, quanto no exterior.

## Homenagem
Quando dos dez anos de sua morte, a revista Reformador (março, 1994) publicou extensa matéria em memória da médium, de autoria de Augusto Marques de Freitas.
Ali, o articulista resumiu o sentimento que os espíritas dedicam-lhe: "A vida a a obra de Yvonne do Amaral Pereira ficarão gravadas para sempre no coração de todos nós e na História do Espiritismo."

## Obra
A obra mediúnica de Yvonne Pereira monta a uma vintena de livros. Embora desde 1926 tenha escrito numerosas obras psicografadas, somente decidiu publicá-las na década de 1950, segundo ela mesma, após muita insistência dos "mentores espirituais". Dentre as mais conhecidas destacam-se:
- Memórias de um Suicida (Rio de Janeiro: FEB, 1955. 568p.) – atribuída aos espíritos Camilo Castelo Branco e Léon Denis. Constitui-se num libelo contra o suicídio, descrevendo em sua primeira parte, os sofrimentos experimentados pelos que atentaram contra a própria vida. Na segunda e na terceira partes focaliza os trabalhos de assistência e de preparação para uma nova encarnação. Esta obra é considerada um marco na bibliografia mediúnica brasileira e o melhor exame sobre o suicídio sob o ponto de vista doutrinário espírita.
- Nas Telas do Infinito – apresenta duas novelas: uma atribuída ao espírito Bezerra de Menezes e outra a Camilo Castelo Branco.
- Amor e Ódio (Rio de Janeiro: FEB, 1956. 553p.) – atribuída ao espírito Charles, enfoca o drama de um ex-aluno francês do Prof. Rivail (Allan Kardec), o artista Gaston de Saint-Pierre, acusado de um crime que não cometera. Após grandes padecimentos, recebe os esclarecimentos elucidativos por meio de um exemplar de O Livro dos Espíritos, à época em que este foi lançado pelo codificador.
- A Tragédia de Santa Maria (Rio de Janeiro: FEB, 1957. 267p.) – atribuído ao espírito Bezerra de Menezes, ambientado em uma fazenda de café em Vassouras (RJ), trata da história real de uma rica família escravocrata, sobre cuja uma tragédia se abateu. Mostrando o ontem e o hoje, o romance de Bezerra é destinado sobretudo "a essa juventude tão rica de generosos pendores, tão enamorada de ardentes ideais quanta desordenada e inconsequente em suas diretrizes, e a quem escasseiam exemplos edificantes, lições enaltecedoras".[4]
- Ressurreição e Vida (Rio de Janeiro: FEB, 1963. 314p.) – atribuído ao espírito Leon Tolstoi, compreende seis contos e dois mini-romances ambientados na Rússia dos czares.
- Nas Voragens do Pecado (Rio de Janeiro: FEB, 1960. 317p.) - primeiro volume de uma trilogia atribuído ao espírito Charles, relata a trágica história do massacre dos huguenotes na Noite de São Bartolomeu (23 de Agosto de 1572), durante o que seria uma encarnação anterior da médium, na personalidade de Ruth-Carolina de la Chapelle.
- O Cavaleiro de Numiers (Rio de Janeiro: FEB, 1976. 216p.) - segundo volume da trilogia, mostra outra suposta encarnação da médium, ainda na França, na personalidade de Berth de Sourmeville.
- O Drama da Bretanha (Rio de Janeiro: FEB, 1974. 206p.) – terceiro e último volume da trilogia, ilustra como a médium, agora na personalidade Andrea de Guzman, não consegue suportar os embates de sua expiação e se suicida por afogamento.
- Dramas da Obsessão (Rio de Janeiro: FEB, 1964. 209p.) – atribuído ao espírito Bezerra de Menezes, compreende duas novelas abordando o tema obsessão.
- Sublimação (Rio de Janeiro: FEB, 1974. 221p.) – apresenta dois contos atribuídos ao espírito Charles (um ambientado na Pérsia e outro na Espanha) e três contos atribuídos ao espírito Leon Tolstoi (ambientados na Rússia).
- Leila, A Filha de Charles : a obra não é de autoria de Yvonne, e sim de Denise Corrêa de Macedo pelo espírito Arnold de Numiers. Porém o romance retrata a penúltima reencarnação de Yvonne como Leila de Vilares Montalban Guzman, uma jovem espanhola que acabou por suicidar-se no rio Tejo. O Espírito Charles que acompanhou Yvonne seria seu pai quando a mesma era Leila e o espírito Roberto de Canallejas seria seu marido.

Como escritora, publicou muitos artigos em jornais populares, produção atualmente desconhecida, que carece de um trabalho amplo de recuperação. São ainda da autora:
- A Família Espírita
- À Luz do Consolador (Rio de Janeiro: FEB, 1997. ) - coletânea de artigos da médium na revista Reformador, originalmente entre a década de 1960 e a de 1980.
- Cânticos do Coração (Rio de Janeiro: Ed. CELD. 1994. 2 v. 246 p.) - coletânea de artigos publicados no jornal Obreiros do Bem.
- Contos Amigos
- Devassando o Invisível (Rio de Janeiro: FEB, 1963. 232p.) – a autora desenvolve uma dezena de estudos sobre temas doutrinários, com base em suas experiências mediúnicas.
- Evangelho aos Simples
- O Livro de Eneida
- Pontos Doutrinários – reúne crônicas publicadas na revista Reformador.
- Recordações da Mediunidade (Rio de Janeiro: FEB, 1966.) – a autora discorre sobre reminiscências de vidas passadas, arquivos da alma, materializações, premonição e obsessão.
- A Lei de Deus